# Camisano Vicentino
Camisano Vicentino (Camizàn in veneto) è un comune italiano di 11 124 abitanti della provincia di Vicenza in Veneto. La denominazione del comune fino al 1867 era Camisano

## Geografia fisica

### Territorio
Confina a nord con Gazzo Padovano, a est con Piazzola sul Brenta, a sud-est con Campodoro, a sud con Grisignano di Zocco, a ovest con Grumolo delle Abbadesse.
Dista dal capoluogo di provincia, Vicenza, 15 km, da Padova 19 km. Superficie totale 30 km².
È attraversato dal torrente Ceresone e dalla roggia Poina, rappresentati nello stemma comunale.
La roggia Poina attraversa il centro del paese e confluisce nel Ceresone.
- Classificazione sismica, Camisano è classificato zona 3 (sismicità bassa), Ordinanza PCM 3274 del 20/03/2003.[5]

### Clima
Camisano ha un clima continentale umido e freddo d'inverno, caldo afoso d'estate.
Mediamente la giornata dura 12 ore 16 minuti. Durata minima in Dicembre 8 ore 49 minuti, durata massima in Giugno 15 ore 40 minuti.
- Classificazione climatica: zona E, 2277 GG[6]

| Mese               | Mesi | Mesi | Mesi | Mesi | Mesi | Mesi | Mesi | Mesi | Mesi | Mesi | Mesi | Mesi | Stagioni | Stagioni | Stagioni | Stagioni | Anno |
| Mese               | Gen  | Feb  | Mar  | Apr  | Mag  | Giu  | Lug  | Ago  | Set  | Ott  | Nov  | Dic  | Inv      | Pri      | Est      | Aut      | Anno |
| ------------------ | ---- | ---- | ---- | ---- | ---- | ---- | ---- | ---- | ---- | ---- | ---- | ---- | -------- | -------- | -------- | -------- | ---- |
| T. max. media (°C) | 8    | 9    | 19   | 18   | 23   | 26   | 29   | 35   | 25   | 22   | 15   | 7    | 8        | 20       | 30       | 20,7     | 19,7 |
| T. min. media (°C) | −8   | −7   | 3    | 7    | 11   | 15   | 17   | 17   | 14   | 8    | 5    | −4   | −6,3     | 7        | 16,3     | 9        | 6,5  |

## Origini del nome
L'origine del nome si fa risalire a Camisius, nome di persona latina con l'aggiunta del suffisso -anus; secondo un'altra ipotesi, deriverebbe da Ca' di Masanus. Dell'uno e dell'altro però non si sa nulla, in quanto non vi sono documenti.
Secondo lo studioso vicentino G. Da Schio, il nome della frazione "Pojana di Granfion" deriverebbe da due parole: da quella romana Pogliana e dalla contrazione di quelle di origine germanica Gottes Grafen.

## Storia

### Medioevo
Il primo documento che nomina Camisano risale al 1050. Si tratta della donazione di una masseria situata infra Comitato Vicentino et infra villa loco qui dicitur Kamesiano. Il donatore era un certo Enrico, probabilmente discendente da una famiglia di origine longobarda o franca che teneva la curtis di Camisano. Quando poi si estinse questa famiglia, un certo Noticherio — a quel tempo suo feudatario — entrò in possesso di una parte dei beni che nel 1241 da un suo discendente, Folco da Camisano, furono donati al vescovo di Vicenza.
Da un inventario dei beni della città redatto nel 1262 si ricava che a Camisano, insieme con altre proprietà, la città di Vicenza possedeva, tra l'altro, un castello con annessa una torre e un terreno presso il fiume Poina. Il documento descrive con precisione il castello medioevale con la fortezza residenza del feudatario ed il burgus domorum, ossia il nucleo di abitazioni popolari addossate al castello. Probabilmente fu proprio il castello — forse perché offriva maggior sicurezza — a promuovere lo sviluppo di un centro abitato diverso da quello attorno alla pieve di Santa Maria.
Le vicende del castello ebbero un tragico epilogo nel 1313 durante le feroci lotte dei padovani contro Cangrande della Scala, che due anni prima, al servizio dell'imperatore Enrico VII di Lussemburgo, aveva loro strappato Vicenza che da mezzo secolo era sottomessa a Padova in forza del "patto di Custodia". Narra lo storico vicentino Ferreto dei Ferreti, contemporaneo al fatto, che Cangrande aiutato da un contingente di truppa speditogli da Matteo Visconti e da Passerino di Mantova, unitamente ai Vicentini guidati dal conte Guarnerio de Homberg che Enrico VII di Lussemburgo aveva lasciato come prefectus apud Lombardos, occupò il castello di Camisano, locus non parum Vicentinis molestus. "Essendo questo castello — conferma il Pagliarino — custodito da Martino Cane nobile padovano insieme con molti padovani e soldati tedeschi, Cangrande andò là con gran compagnia di soldati… lo prese per forza d'armi e l'abbruciò". Ma la peggior sorte fu riservata ai soldati tedeschi: "Guarnerio de Homberg, Vicario Generale per l'imperatore nella città di Vicenza, fece strascinare un certo forte thedesco il quale era stato preso in Camisano; furono appiccati molti altri tedeschi perché erano andati al soldo de Padovani".
A questo fatto si rifà l'odierna memoria del Palio di Camisano Vicentino.
Il castello distrutto da Cangrande probabilmente si trovava nella località ancor oggi detta Cà Alta, o Castellano, dove tuttavia ormai da tempo è scomparsa ogni traccia. Ai confini del territorio di Camisano, ma già in provincia di Padova, esistono ancora notevoli resti della cosiddetta Torre Rossa.
Nel 1348 come in tutta Europa imperversò la Peste Nera decimando la popolazione.
Dal 1377 al 1853 Camisano fu sede di Vicariato civile con ben 41 ville (paesi) soggette.

### Età moderna
Nel 1404 Vicenza passa sotto il dominio della Serenissima.
Fino al crollo della Repubblica Veneta l'intero entroterra era diviso in proprietà terriere date ad esponenti della nobiltà veneziana.
Sono tristemente note le epidemie di pellagra e peste che falcidiarono la popolazione.

### Età contemporanea
Le idee di uguaglianza e libertà sostenute dei francesi trovarono qui terreno fertile. Nel 1797 Camisano divenne Comune e sede di Cantone con oltre quaranta ville soggette, un Comitato di polizia e uno di Salute Pubblica.
Il comune provvide a lavori pubblici e alla costruzione di un nuovo palazzo del Municipio, in stile neoclassico, che venne inaugurato nel 1815.
Dopo essere passata sotto il potere degli Asburgo, il 21-22 ottobre 1866, con il plebiscito per l'unione del Veneto (compreso il Friuli e Mantova) entra a far parte del Regno d'Italia, diventando sede di Mandamento e Pretura fino al 1892.
La luce elettrica arrivò a Camisano nel 1903.
Anche Camisano Vicentino ha avuto i suoi caduti nella prima guerra mondiale: 129 tra Camisano, Rampazzo e Santa Maria.

### Simboli
Lo stemma e il gonfalone del comune sono stati approvati dal consiglio comunale con delibera del 30 ottobre 1950 e concessi con decreto del presidente della Repubblica del 1º marzo 1952.
Stemma
Le fasce azzurre rappresentano il torrente Ceresone e la roggia Poina.
Gonfalone

## Monumenti e luoghi d'interesse
Il territorio possiede numerosi edifici di interesse storico artistico, oltre alle ville, presenti qui come in altri siti dell'entroterra un tempo dominio Veneziano.

### Architetture religiose

#### Chiesa di Santa Maria del Rosario
Santa Maria fu sede della Pieve Matrice ed estese il proprio controllo su una vasta porzione del territorio; nel tredicesimo secolo erano contate fra le sue dipendenze le chiese di Camisano Vicentino, Rampazzo, Poiana di Granfion, Bevadoro, Gaianigo e Grossa, oltre ad altri edifici sacri ora non più esistenti. La Pieve era sicuramente attiva nell'età longobarda e pure le sue filiazioni sono, in buona parte, anteriori all'anno Mille; con il tempo queste divennero parrocchie ed il loro sviluppo autonomo determinò un decadimento della Pieve matrice, ridotta ad umile curazia fino al 1954, quando un decreto vescovile la ripristinò al rango di parrocchia. Il ruolo ricoperto un tempo dalla Pieve di Santa Maria fu assunto dalla chiesa di San Nicolò.

#### Chiesa di San Nicolò

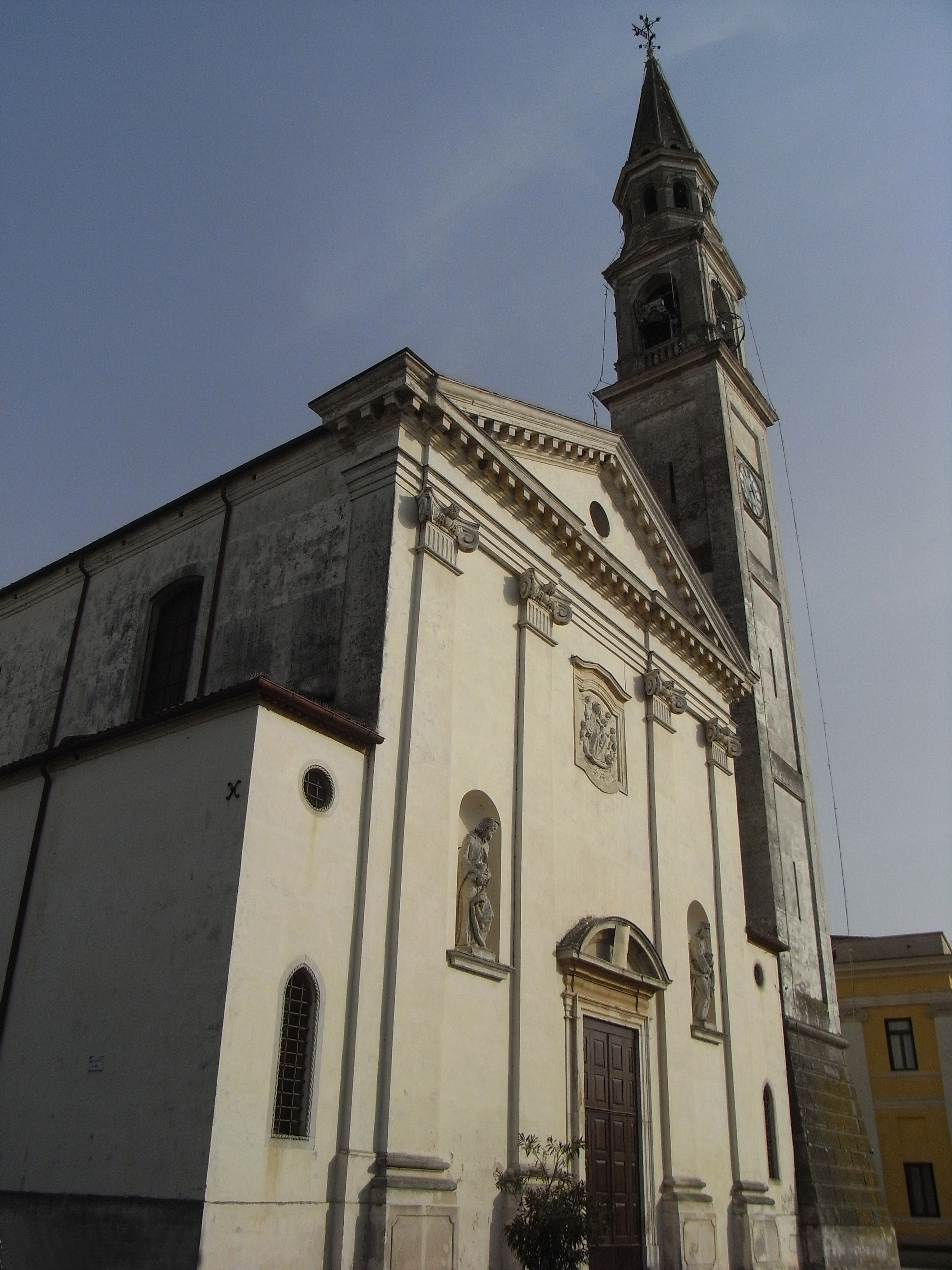
Parrocchiale di San Nicolò.

La chiesa di S. Nicolò Vescovo fu costruita tra il 1744 ed il 1752, 
quando, con la distruzione dell'antica chiesa dedicata a San Daniele, fu possibile riutilizzare molto materiale.
L'8 ottobre 1923 il vescovo Ferdinando Rodolfi benedisse il campanile ristrutturato dopo che era stato danneggiato da una folgore, con la ricostruzione dell'ottagono in pietra di Costozza.

#### Chiesa di Santa Maria Maddalena
Si trova nella frazione di Rampazzo; risale al 1505 e fu voluta dal santo vicentino Gaetano Thiene. Vi è conservata una pala di Giambattista Tiepolo; l'opera rappresenta L'apoteosi di san Gaetano Thiene, è contemporanea agli affreschi di Villa Valmarana "Ai Nani" (1757) e venne commissionata dalla famiglia Thiene. La piccola chiesa presente nell'affresco vuole ricordare la costruzione della parrocchiale voluta dallo stesso santo. San Gaetano sta raggiungendo il cielo sostenuto dalle nuvole. Come sottolinea Remo Schiavo, l'artista privilegia i colori "tenui, leggeri e rosati, come negli affreschi di Villa Valmarana "Ai Nani" puntualmente richiamata dalle seriche stoffe e dai morbidi putti".
Nella parte alta del presbiterio sono presenti otto ovali eseguiti dal pittore udinese Rocco Pittaco e raffiguranti alcuni Dottori della Chiesa, tra cui San Tommaso d'Aquino, Gregorio Magno, Sant'Agostino d'Ippona.

### Architetture civili
Villa Capra Barbaran
Il complesso architettonico è situato in aperta campagna, nella frazione Santa Maria in prossimità dell'omonima chiesa. L'insieme degli edifici che compongono l'organismo è costituito dal corpo padronale, dalla foresteria ed annessa cappella, dalle barchesse e dalla colombara, collocata in posizione a sé stante. Il nucleo principale insediativo è attribuito all'architetto Carlo Borella e risale al 1672. Al 1728 sono datate la foresteria, la cappella, l'arco d'ingresso alle cedraie e la colombara, per le quali opere si presume la paternità di altro architetto non vicentino. La parte centrale della villa propriamente detta è caratterizzata da una loggia composta da sei colonne giganti.
Le due ali laterali sono segnate da quattro finestre principali, distanziate fra loro, cui si sono aggiunte, in tempo recente, due finestre intermedie per ala. All'interno, in corrispondenza della forte verticalità denunciata nella facciata, si evidenzia un ordine di alti soffitti affrescati nelle rispettive sei sale, la cui austera composizione rimanda forse ai modi costruttivi di Baldassarre Longhena.
La foresteria, situata sulla destra rispetto all'entrata principale della villa, è caratterizzata da una serliana ad ordine tuscanico gigante, contrastata da una massiccia cornice e sormontata da un timpano triangolare con vasi acroteriali. L'interno della loggia contrassegnato da quattro archi, è decorato nel soffitto da un pregevole affresco attribuibile a Costantino Pasqualotto. Di ampio e generoso respiro architettonico si configura la barchessa, contrassegnata dal rincorrersi di archi a tutto sesto impaginati in un elegante ordine di paraste ioniche. Nel 2003 sono iniziati i lavori di ristrutturazione con il patrocinio dell'Istituto regionale ville venete per un costo approssimativo di 700.000 euro.
La Colombara
È una costruzione innalzata su fondamenta medievali, utilizzando materiale recuperato da un preesistente edificio: questa situazione rende abbastanza difficile datare il manufatto.
La storia popolare la indica come la prima casa di Camisano e vede in essa la casa dove si rifugiò Martino Cane e la sua guarnigione sopravvissuta all'attacco delle truppe di Cangrande I della Scala (1313).
Cinema teatro Lux
Voluto da mons. Girardi, costruito con l'aiuto di tutta la popolazione nel 1939, è stato ristrutturato e oltre alle rassegne cinematografiche viene utilizzato per incontri culturali di vario genere.

### Architetture militari
Torrone di Rampazzo
|  | Per secoli proprietà dei Conti Thiene. |

### Altri
Capitelli votivi
Sul territorio del paese è possibile trovare diversi capitelli votivi; durante le ristrutturazioni avvenute nel paese, alcuni di questi reperti della tradizione popolare sono andati perduti. Sono meta dell'attenzione e della pietà popolare, oltre ad essere momento di aggregazione rionale in alcuni periodi dell'anno.
| Località Via    | Dedicazione                  | Immagine | Descrizione |
| --------------- | ---------------------------- | -------- | --- |
| Vanzo Vecchio   | Madonna delle Grazie         |          | Il capitello è stato consacrato alla Madonna delle Grazie nel 1946. La statua è opera dell'artista camisanese Felice Canton. |
| Seghe           | Madonna della Prateria       |          | Costruito agli inizi del XX secolo, può essere considerato il capitello più amato dai camisanesi, anche perché sono presenti diversi ex voto per grazia ricevuta. |
| Pomari          | Cristo Crocifisso            |          | N.D. |
| Ponte Napoleone | Sacro Cuore di Gesù          |          | Eretto dopo la seconda guerra mondiale in risposta ad un voto di Alessandro Mozzato, su progetto di Leandro Pesavento, il Cristo è stato scolpito da Felice Canton, mentre la costruzione fu a cura del fratello impresario. |
| Pozzetto        | Sacra Famiglia               |          | Voluto e costruito nel 1918 dalle famiglie della contrà Pozzetto, nel 1992 è stato elettrificato. |
| Meucci          | B.V. Maria del Monte Carmelo |          | Costruito, per volontà degli abitanti della contrà Roma, con l'aiuto dell'amministrazione pubblica, e con il contributo del proprietario del terreno (Zambotto), che lo ha messo a disposizione. La statua è stata prodotta dall'artista camisanese Franco Biasia ed è una copia della statua presente nella chiesa parrocchiale. È stato benedetto il 19 luglio 2008, con funzione religiosa sul posto celebrata dal parroco Giuseppe Rancan alla presenza del vicesindaco e di centinaia di persone. La successiva festa rionale si è trasformata in festa paesana. |
| Malspinoso      | La Sacra famiglia            |          | Costruito dagli abitanti della contrà Malspinoso è stato benedetto nell'estate del 2005. |
| Torrerossa      | Madonna orante               |          | N.D. |

## Società

### Evoluzione demografica
Abitanti censiti

Al 31 dicembre 2015 il comune contava 11 115 abitanti, di cui 5 468 maschi e 5 647 femmine.
Dal censimento 2001 il comune di Camisano Vicentino contava 8 473 abitanti, così distribuiti:
- Fino a 14 anni: 1 329
- Da 15 a 64 anni: 5 803
- Oltre 64 anni: 1 341
- Totale: 8 473
  - di cui stranieri: 455
- Densità Abitativa: 282,43 ab./km²
- Numero di famiglie: 2 833
- Media persone per nucleo familiare: 2,99

### Etnie e minoranze straniere
Secondo i dati ISTAT al 31 dicembre 2015 la popolazione straniera residente era di 1 564 persone. Le nazionalità maggiormente rappresentate in base alla loro percentuale sul totale della popolazione residente erano:
1. Romania, 583 - 5,25%
2. Albania, 204 - 1,84%
3. Bosnia ed Erzegovina, 167 - 1,50%
4. Cina, 90 - 0,81%
5. Kosovo, 87 - 0,78%
6. Marocco, 78 - 0,70%
7. Moldavia, 48 - 0,43%
8. Serbia, 46 - 0,41%
9. Croazia, 38 - 0,34%
10. Costa d'Avorio, 33 - 0,30%
11. Lituania, 4 - 0,03%

## Cultura
La Biblioteca civica "Liduvina Grisotto", fondata nel 1969, fornita di migliaia di volumi, oltre che organizzare il prestito librario, promuove numerose iniziative culturali rivolte a tutta la cittadinanza (corsi di lingue, corsi di italiano per stranieri, incontri con l'autore, presentazioni di libri, proiezioni di filmati e diapositive, mostre, dibattiti su problematiche giovanili e su temi d'attualità, serate sulla storia locale, ecc.). La Biblioteca civica di Camisano è in rete con le biblioteche del territorio vicentino.

### Istruzione
L'Istituto Comprensivo di Camisano Vicentino comprende le seguenti scuole:
- scuola dell'infanzia di Camisano capoluogo;
- scuola primaria di Camisano Arpalice Cuman Pertile, Santa Maria e Rampazzo;
- scuola secondaria di I grado: Camisano capoluogo.

In base alla legge sull'autonomia, ogni anno l'Istituto Comprensivo elabora il P.O.F. (Piano dell'Offerta Formativa) che ne costituisce la carta d'identità.
L'Istituto Comprensivo si preoccupa non solo dell'istruzione e dell'educazione dei ragazzi, ma promuove corsi per formare i docenti, secondo il principio per cui "bisogna istruirsi e formarsi per istruire e formare".
Sono inoltre presenti tre scuole dell'infanzia parrocchiali, rispettivamente a Camisano, Santa Maria e Rampazzo.
L'amministrazione comunale promuove annualmente la scuola dei genitori.

### Eventi

#### Mercato della domenica
È una realtà che ha origine nel 1500 e che continua dal 1865.
Si svolge di domenica e si snoda sulla via principale e sulle vie laterali superando i 3 km di estensione, con 300 posti per il commercio ambulante.
Si trova di tutto, dai prodotti alimentari e gastronomici, all'abbigliamento, agli attrezzi da lavoro.
Normalmente è visitato da circa 30.000 persone.
Nel periodo natalizio si protrae per tutta la giornata.
Novità di quest'anno sono i percorsi camisanesi, con lo scopo di fornire ai numerosi visitatori itinerari culturali-artistici-gastronomici.
Il mercato di Camisano è noto per essere il più grande mercato del Veneto.

#### La Settimana delle solidarietà
Viene organizzata ogni anno a Natale. Nel 2007 è arrivata alla sedicesima edizione; i fondi raccolti finora sono stati suddivisi fra diverse realtà quali Turchia, Bulgaria, Armenia, Albania e nel territorio camisanese attraverso l'Associazione Centro Aiuto alla Vita.
Ogni anno viene preparato un programma di manifestazioni ludico-culturali, per dare la possibilità ai vari gruppi di sensibilizzare la popolazione sui molti aspetti della povertà, del disagio e della sofferenza in generale nel mondo.
Le amministrazioni che si sono succedute alla guida del comune hanno partecipato in modo attivo a questa manifestazione, attraverso contributi e supporto logistico.

#### Palio delle Contrade
La prima edizione si tenne il 24 settembre 1961, vi parteciparono sette Contrade:
- Vanzo Nuovo
- Vanzo Vecchio
- Pomari
- Centro
- Pozzetto
- Seghe
- Badia
- Rampazzo

Fra il comitato d'onore si ritrovarono le personalità che avevano fatto la storia della rinascita del paese dopo il periodo della seconda guerra mondiale: il Sindaco Busatta Antonio, Ferrari Tristano, Freato Sereno, Pesavento Leandro, Paggin Agostino, Piacentini Pietro, Bogoni Angelo, Zaccaria Giacomo, Dalla Massara Igino, Forestan Pietro, ecc.

Nel 1962 si tenne la seconda edizione, dopo la quale bisognerà attendere il 1969 per la rinascita della manifestazione che prenderà l'attuale veste medievale.
Ricorda l'evento storico accaduto nel 1313 quando Cangrande della Scala liberò Camisano dall'oppressione padovana.
Viene preceduto dalla sfilata in costume dei figuranti e degli armati, preceduti dai tamburini e dagli sbandieratori.
Successivamente le contrade sono diventate sei e si sfidano con una serie di prove di forza ed abilità.
Scendono in campo prima i giovanissimi fino ai 15 anni per la conquista del Palietto, seguiti dagli adulti per la conquista del Palio. Ovviamente i partecipanti devono appartenere alla contrada. Per vincere il Palio le contrade si sfidano nelle 4 gare previste e di solito il Palio viene deciso dall'ultima gara, la staffetta.
Vi partecipano:
| Nome      | Descrizione - Stemma Araldico |
| --------- | ----------------------------- |
| Badia     | N.D.                          |
| Castello  | N.D.                          |
| Concordia | N.D.                          |
| Meridiana | N.D.                          |
| Pieve     | N.D.                          |
| Roma      | N.D.                          |

#### Altri appuntamenti
- Fiestamondo Verdefuturo, la 10ª edizione avvenuta sabato 15 e domenica 16 settembre 2018; organizzata dalla 'rete solidale camisanese' per promuovere incontri tra le culture, la sostenibilità ambientale e la pace. Link: www.fiestamondo-verdefuturo.blogspot.it
- Sfilata di Carnevale organizzata dal Comune, dalla Pro Loco e dalle contrade.
- Sagra di Primavera a Camisano, seconda domenica di maggio.
- Sagra del Rosario a Santa Maria di Camisano, prima domenica di ottobre.
- Sagra di Rampazzo, agosto.
- Ogni Contrada annualmente organizza la festa di contrada.

## Geografia antropica
Frazioni del comune di Camisano Vicentino sono Rampazzo e Santa Maria.
Altre località o contrade sono: Torre Rossa, Mancamento, Vanzo Nuovo e Vanzo Vecchio, Forestan, Zuccola, San Daniele e San Daniele II, Traverso, Casa Muraro, Canton Vegri, Filippi, Casoni, Ferrari, Pomari, Seghe e Seghe II, Bosco di Sotto, Malspinoso, Case sparse.

## Economia
| Denominazione | 1991 | 2001 | Variazione % |
| ------------- | ---- | ---- | ------------ |
| Industria     | 220  | 277  | +25,91       |
| Commercio     | 207  | 204  | -1,92        |
| Servizi       | 203  | 301  | 48,28        |
| Artigianato   | 250  | 311  | 24,40        |
| Istituzioni   | 23   | 48   | 108,70       |
| Agricoltura   | 477  | 432  | -9,43        |

### Agricoltura
Fino agli anni settanta-ottanta Camisano poteva essere considerato un paese a vocazione agricola e il suo territorio è sempre stato frazionato in piccoli appezzamenti gestiti dai nuclei famigliari.

### Industria e artigianato
Industria e artigianato sono cresciuti in modo notevole dalla fine del ventesimo secolo, anche se in questo inizio di secolo stanno soffrendo come tutto il settore manifatturiero in Italia. L'oreficeria camisanese è uno dei settori più rinomati anche a livello internazionale, sia per la qualità sia per la varietà ed il gusto del prodotto/design.

### Commercio e servizi
Da sempre il settore è importante per il paese tanto da aver coniato il logo "Camisano il Paese degli acquisti", ma anche di servizi, basti pensare che nel 2007 le banche presenti nel territorio comunale erano 8.
Dato l'alto numero dei negozi e dei partecipanti al mercato domenicale, il paese potrebbe essere considerato a tutti gli effetti un centro commerciale all'aperto.

## Infrastrutture e trasporti

### Mobilità urbana
Nel territorio operano due società di trasporti:
- La SVT fa servizio di trasporto verso Vicenza.
- Busitalia fa servizio di trasporto verso la città di Padova.

## Amministrazione

### Sindaci dal 1946
|                                                      | Ottorino Laminelli       | Democrazia Cristiana | 1946-1947      | 1946   |
|                                                      | Mario Forestan           | Democrazia Cristiana | 1947-1951      | (1946) |
|                                                      | Pietro Forestan          | Democrazia Cristiana | 1951-1956      | 1951   |
|                                                      | Leandro Pesavento        | Democrazia Cristiana | 1956-1957      | 1956   |
|                                                      | Angelo Rossato           | Democrazia Cristiana | 1957-1960      | (1956) |
|                                                      | Antonio Busatta          | Democrazia Cristiana | 1960-1967      | 1960   |
| 1964                                                 | Antonio Busatta          | Democrazia Cristiana | 1960-1967      |        |
|                                                      | Agostino Paggin          | Democrazia Cristiana | 1967-1975      | (1964) |
| 1970                                                 | Agostino Paggin          | Democrazia Cristiana | 1967-1975      |        |
|                                                      | Ezzelino Marangoni       | Democrazia Cristiana | 1975-1980      | 1975   |
|                                                      | Giovanni Battista Nicoli | Democrazia Cristiana | 1980-1989      | 1980   |
| 1985                                                 | Giovanni Battista Nicoli | Democrazia Cristiana | 1980-1989      |        |
|                                                      | Armando Fabris           | Democrazia Cristiana | 1989-1990      | (1985) |
|                                                      | Franco Daddelli          | Democrazia Cristiana | 1990-1995      | 1990   |
| Sindaci eletti direttamente dai cittadini (dal 1995) |                          |                      |                |        |
|                                                      | Franco Daddelli          | Centro-sinistra      | 1995-1999      | 1995   |
|                                                      | Eleutherios Prezalis     | Centro-destra        | 1999-2009      | 1999   |
| 2004                                                 | Eleutherios Prezalis     | Centro-destra        | 1999-2009      |        |
|                                                      | Renzo Marangon           | Centro-destra        | 2009-2014      | 2009   |
|                                                      | Eleutherios Prezalis     | Centro-destra        | 2014-2019      | 2014   |
|                                                      | Renzo Marangon           | Centro-destra        | 2019-in carica | 2019   |

### Gemellaggi
Camisano Vicentino è gemellata con:
- Antica Olimpia, dal 2000
- Fuerte Olimpo, dal 2011

### Variazioni
Nel 1867 al nome di Camisano fu aggiunto - con decreto del re Vittorio Emanuele II - l'aggettivo "Vicentino".

## Sport

### Istituzioni, enti e associazioni
- Asd Camisano Santa Maria - Associazione Calcio
- Polisportiva Aurora 76
- Associazione sportiva Rampazzo
- Associazione Pallamano Camisano
- Associazione S.D. Gruppo Sbandieratori del Palio di Camisano

### Impianti sportivi
- Capoluogo
  - Stadio Comunale, via Stadio
  - Piscina scoperta, via Stadio
  - Centro tennis, campi coperti e scoperti, via Stadio
  - Palazzetto dello sport, via Stadio
- Frazioni
  - Stadio Santa Maria,
  - Centro Sportivo don Daniele Parlato, Rampazzo.